# 悅來酒店

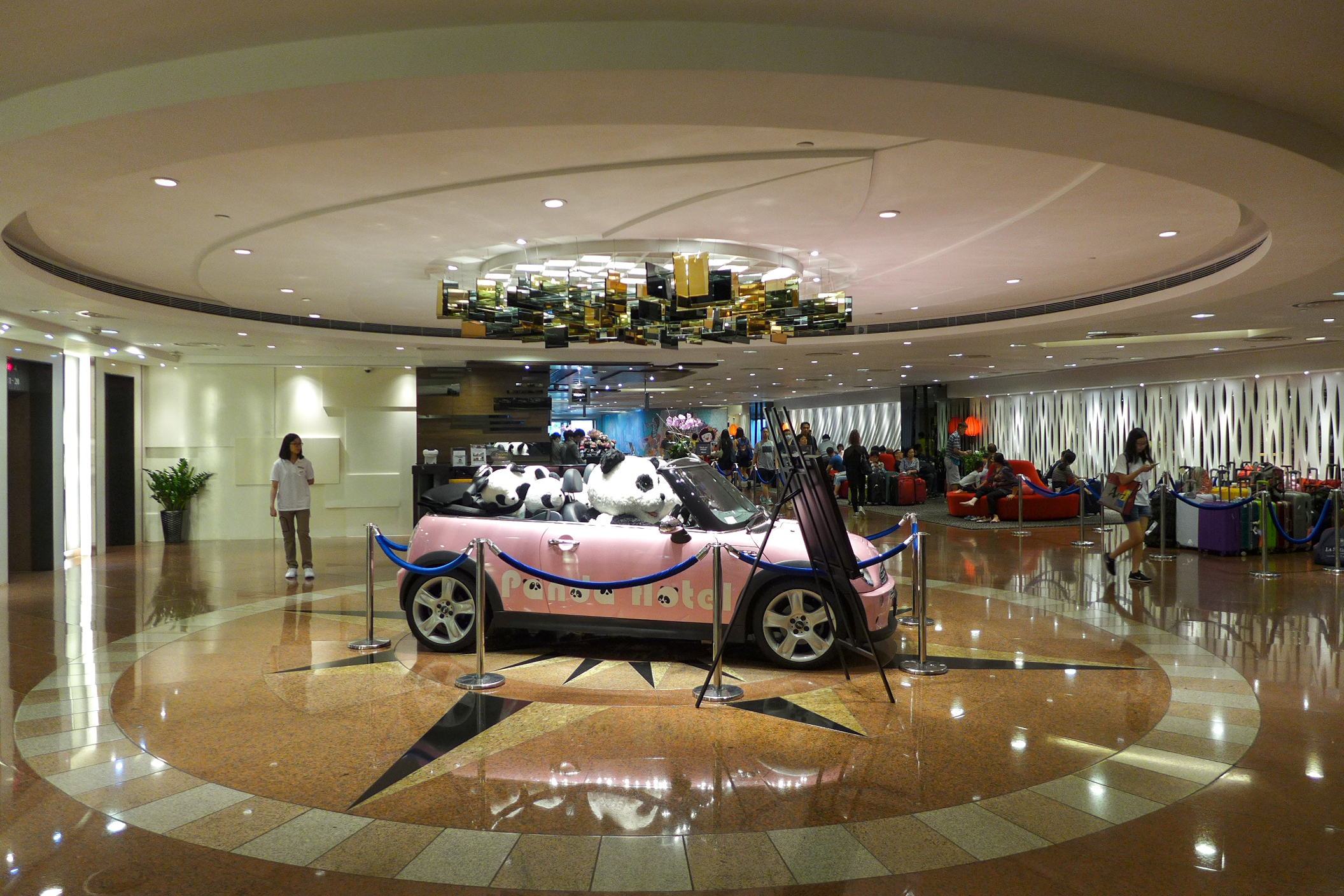
悅來酒店大堂

悅來酒店（英語：Panda Hotel，前稱九龍悅來酒店，又名熊貓酒店）是香港一座乙級高價酒店，座落於新界荃灣區大窩口荃華街3號。

## 簡介
行政上屬荃灣區，於1991年與位於悅來酒店內的悅來坊同步落成，鄰近青山公路及港鐵荃灣站或大窩口站，原址前身為聯業紡織有限公司的附屬公司南新染廠及倉庫。酒店設有超過1,000間客房，其中行政樓層提供較豪華的住宿。此外，酒店設有提供多間食肆及多用途宴會設施，另設有室外游泳池、按摩浴池及健身室等。悅來酒店內的多層停車場及購物商場悅來坊，方便客人購物。
由於悅來酒店的外牆畫有熊貓的圖案，加上其英文名稱為Panda Hotel和該酒店採用熊貓作為徽號，所以也有「熊貓酒店」的暱稱。2005年合和實業收回商場全部業權並全面翻新酒店，因為九龍地名被嚴重濫用引起前市政局議員張永森的強烈批評，酒店名稱也從「九龍悅來酒店」正名為「悅來酒店」。
悅來酒店是2009年東亞運動會的運動員酒店。

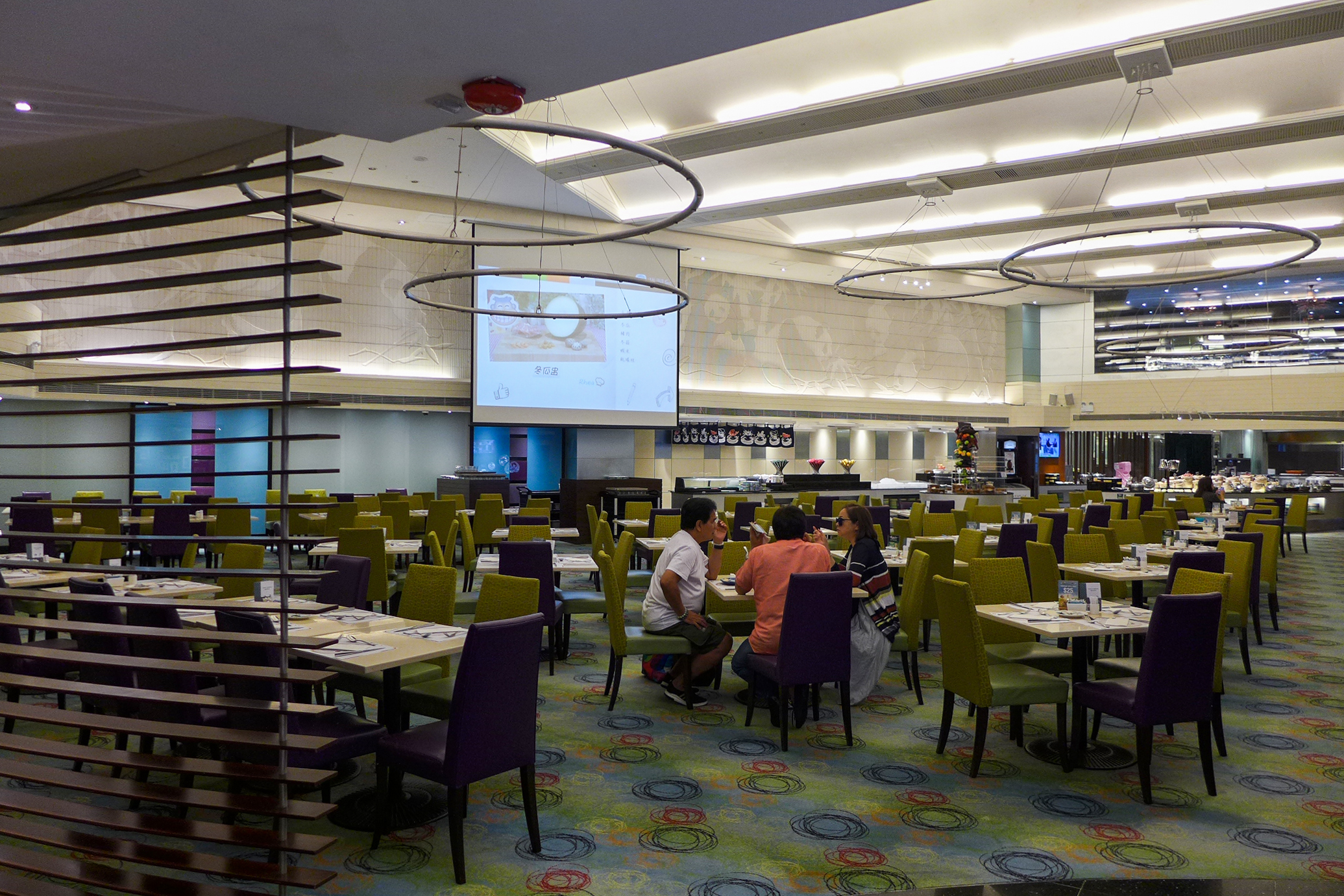
悅來酒店咖啡室Panda Café
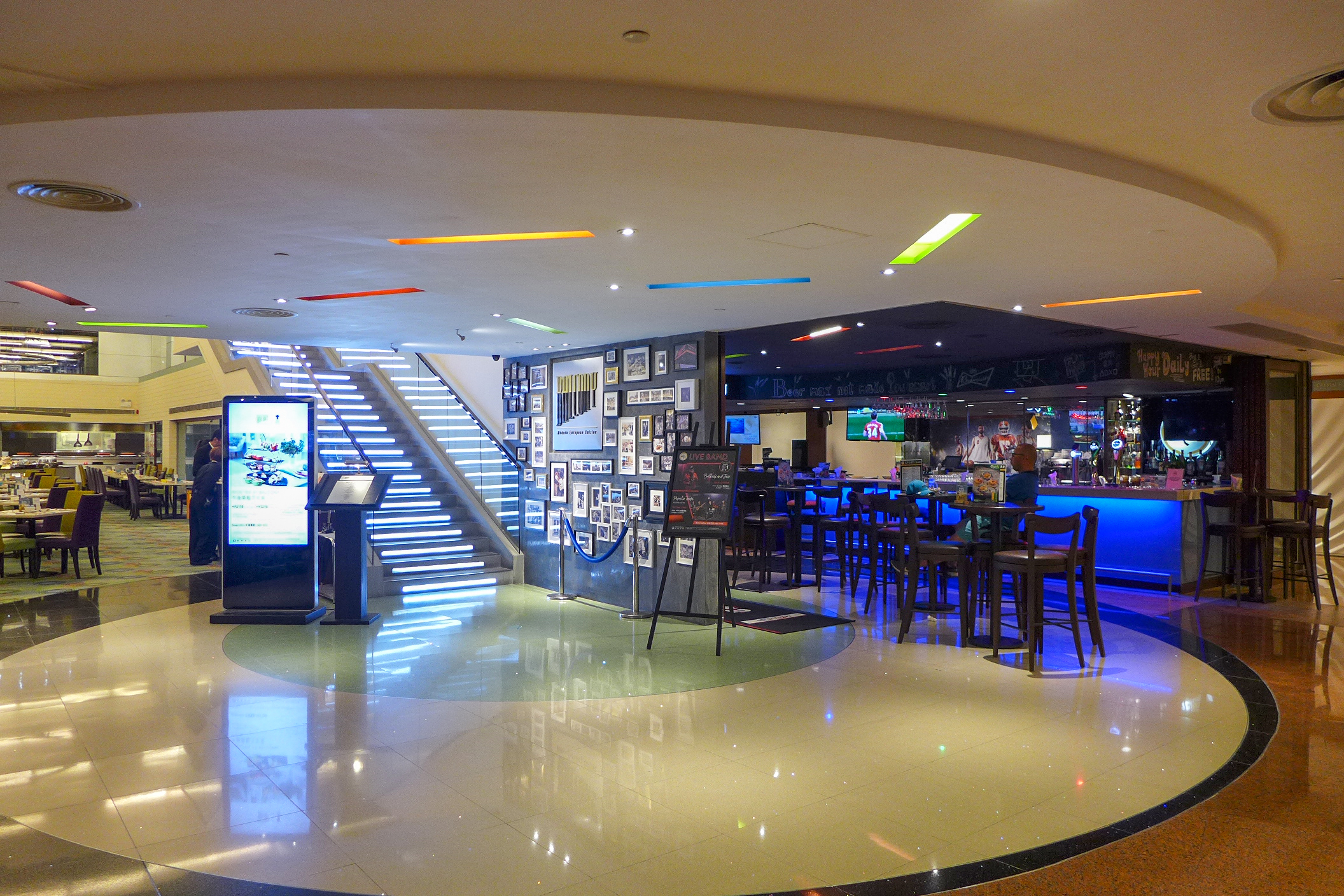
悅來酒店Sports Bar
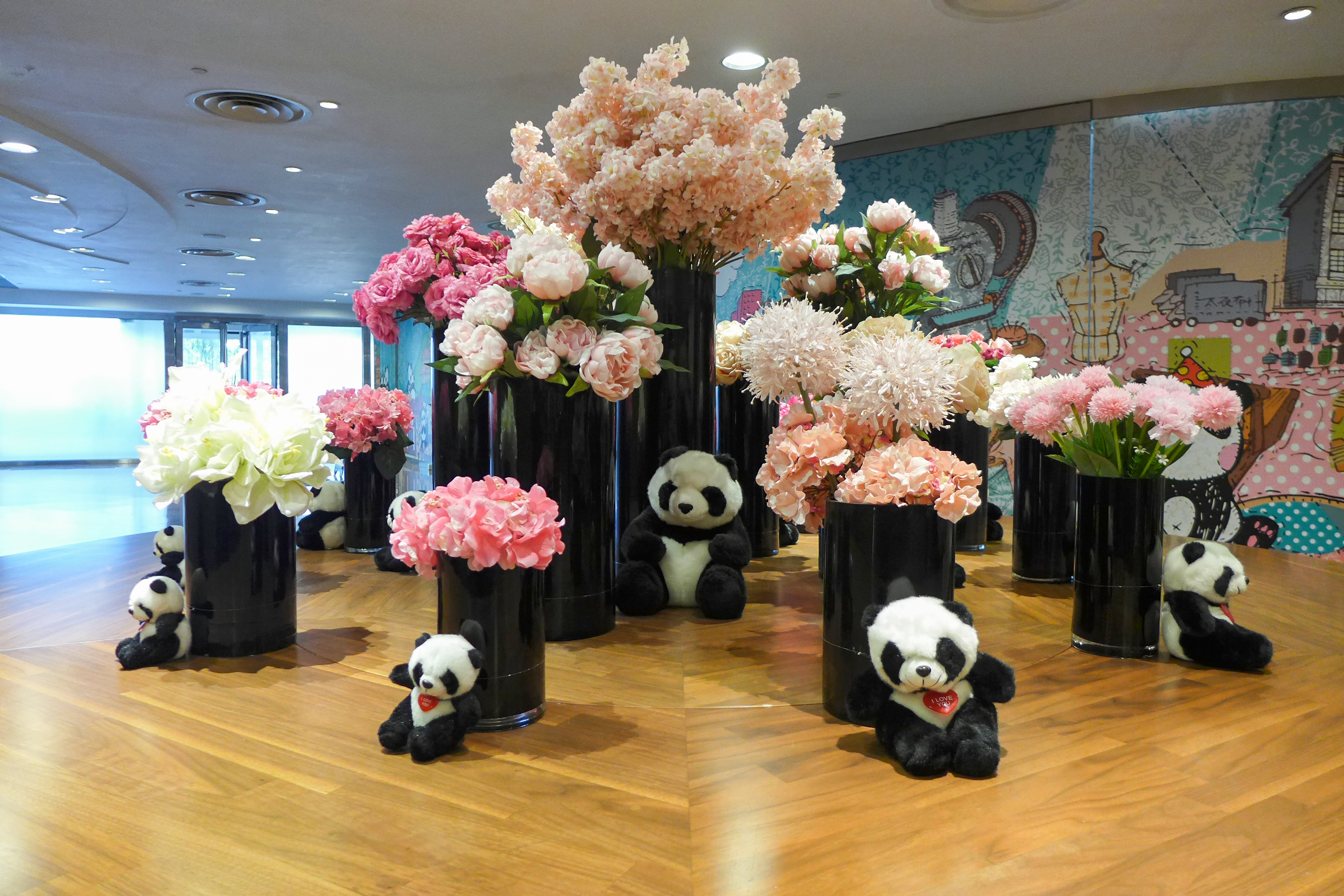
酒店內有不少熊貓裝飾
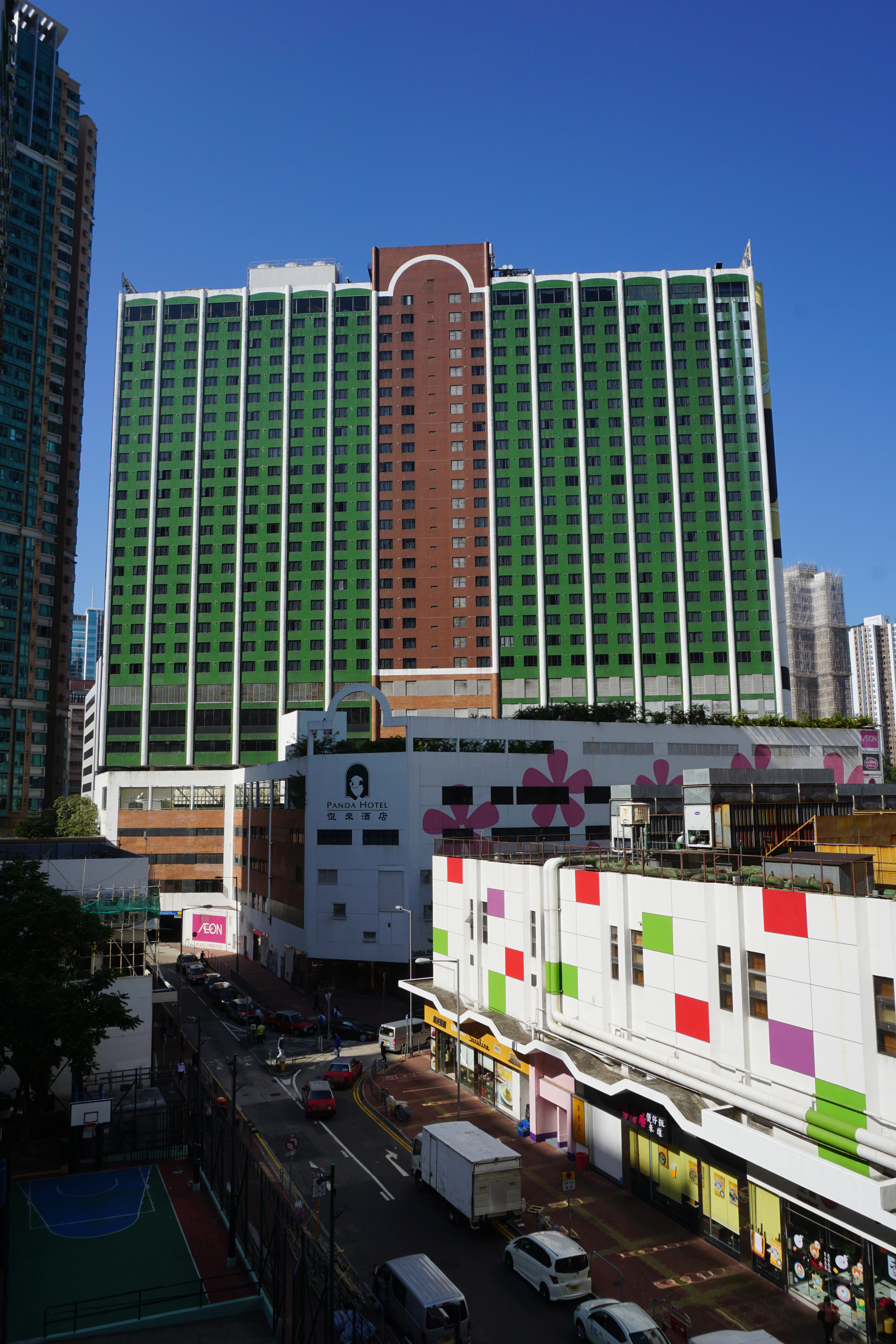
悅來酒店東南面

## 事件

### 新冠肺炎防疫措施欠妥
2020年7月8日，有菲律賓船員在酒店確診2019冠状病毒病（英語：COVID-19）。不過員工指酒店防疫措施充滿漏洞，如船員確診當日，公司並沒有通報員工，負責消毒的員工也對船員到過的餐廳毫不知情。酒店也沒有加強員工的防疫裝備。香港酒店工會批評，酒店做法極不負責任，妄顧員工及住客安全，可能會有感染風險。酒店大堂有保安員量度體溫，咖啡廳亦停業十多天。荃灣悅來酒店指事件非經證實及非官方性。

### 2025年四屍命案
2025年7月27日，酒店18樓1828號房發生四屍命案。警方在凌晨四時接報一名37歲紀姓男子由酒店高處墮下，送院後不治。
而房間內有一名張姓36歲女子倒臥客廳地上，背部及頸部有刀傷；一名6歲兒子倒臥右側睡房床上，頸部、右手掌及右前臂有刀傷，床單及枕頭留有血跡；另一3歲幼子則倒臥左側睡房床上，頸部及心口均有刀傷。三人經救護員搶救後，當場證實不治。 消息稱男死者生前擔任香港海關督察工作，辭職後準備一家移民英國，但因幼子接受腳部手術後需要休養故延遲出發，長子剛幼稚園畢業，而於同年5月起租住酒店。直至7月27日凌晨，男死者在面書留下遺言，並列出資產數目，不久便殺害妻兒和墮樓身亡。警方將案件列謀殺及自殺案處理，初步顯示男死者被抑鬱症困擾。

## 外部連結
- 悅來酒店網站 （页面存档备份，存于）